# Rue des Tournelles
Rue des Tournelles je ulice v Paříži v historické čtvrti Marais. Nachází se ve 3. a 4. obvodu. Název ulice je odvozen od paláce Tournelles, který se rozkládal na její východní straně.

## Poloha
Ulice vede od křižovatky s Rue Saint-Antoine a končí na křižovatce s Boulevard Beaumarchais. Ulice vede od jihu na sever, kde na svém konci zahne na východ. Tato trasa je pozůstatkem umístění paláce Tournelles.

## Historie
Ulice vznikla v roce 1839 spojením Petite-rue-Neuve-Saint-Gilles a původní Rue des Tournelles, otevřenou kolem roku 1400. Palác Tournelles byl královskou rezidencí a byl zbořen v roce 1565. Place des Vosges a jižní část Rue des Tournelles byly postaveny ve stejné době, v roce 1605. Některé budovy v Place des Vosges proto zasahují až do Rue des Tournelles.

## Zajímavé objekty
- dům č. 6: vstup do Passage Jean-Beausire
- dům č. 17: druhý vstup do paláce Rohan-Guémené (další vstup je umístěn v č. 6 na Place des Vosges).
- dům č. 21: Synagoga Tournelles
- dům č. 28: hôtel de Sagonne
- dům č. 33: dům ze 17. století
- dům č. 35: na jeho místě se nacházel ženský klášter založený roku 1624. Klášter byl zrušen za Francouzské revoluce.
- dům č. 36: postaven doku 1642 pro velitele Châteletu, Louise du Baille. V roce 1684 dům koupila kurtizána Ninon de Lenclos (1620–1706). Ta zde měla literární salón, který navštěvovali např. Molière, Kristýna I. nebo Marie de Sévigné.
- dům č. 48: palác z 18. století.
- dům č. 50: palác z 18. století.
- dům č. 56: dům postavil v roce 1684 architekt Jacques Gabriel (1667–1742).
- dům č. 58: žil zde až do své smrti politik Merlin de Thionville (1762–1833).
- dům č. 64: dům ze 17. století.
- domy č. 64-68: domy ze 17. století.
- dům č. 70: bydlel zde novinář Félix Pyat (1810–1889), jeden z vůdců Pařížské komuny.
- dům č. 72: dům ze 17. století.
- dům č. 88: bydlel zde politik Charles Beslay (1795–1878), jeden z vůdců Pařížské komuny.